# Joe Dudgeon
Joseph Patrick Dudgeon (Leeds, Inglaterra, 26 de noviembre de 1990), futbolista norirlandés. Juega de defensa y actualmente está sin equipo.

## Selección nacional
Ha sido internacional con la Selección de fútbol de Irlanda del Norte Sub-21.

## Clubes
| Club            | País       | Año       |
| --------------- | ---------- | --------- |
| Carlisle United | Inglaterra | 2011      |
| Hull City       | Inglaterra | 2011-2015 |